# Kanton Albi-3
Der Kanton Albi-3 ist seit 2015 ein französischer Wahlkreis für die Wahl des Départementrats im Arrondissement Albi im Département Tarn in der Region Okzitanien; sein Bureau centralisateur befindet sich in Albi.

## Gemeinden
Der Kanton besteht aus neun Gemeinden und Gemeindeteilen mit insgesamt 19.804 Einwohnern (Stand: 1. Januar 2022) auf einer Gesamtfläche von 109,89 km²:
| Gemeinde            | Einwohner 1. Januar 2022 | Fläche km² | Dichte Einw./km² | Code INSEE | Postleitzahl |
| ------------------- | ------------------------ | ---------- | ---------------- | ---------- | ------------ |
| Albi                | 9.532                    | 11,11      | 858              | 81004      | 81000        |
| Cagnac-les-Mines    | 2.607                    | 24,70      | 106              | 81048      | 81130        |
| Castelnau-de-Lévis  | 1.615                    | 21,42      | 75               | 81063      | 81150        |
| Mailhoc             | 309                      | 12,67      | 24               | 81152      | 81130        |
| Marssac-sur-Tarn    | 3.486                    | 7,17       | 486              | 81156      | 81150        |
| Milhavet            | 99                       | 4,28       | 23               | 81166      | 81130        |
| Sainte-Croix        | 423                      | 7,22       | 59               | 81326      | 81150        |
| Terssac             | 1.200                    | 5,43       | 221              | 81297      | 81150        |
| Villeneuve-sur-Vère | 533                      | 15,89      | 34               | 81319      | 81130        |
| Kanton Albi-3       | 19.804                   | 109,89     | 180              | 8103       | –            |

1. ↑   Nur der westliche Teil der Gemeinde, der Rest verteilt sich auf die Kantone Albi-1, Albi-2 und Albi-4.